# Filinia pejleri
Filinia pejleri is een raderdiertjessoort uit de familie Trochosphaeridae. De wetenschappelijke naam van deze soort is voor het eerst geldig gepubliceerd in 1964 door Hutchinson.